# Lake Rotomahana

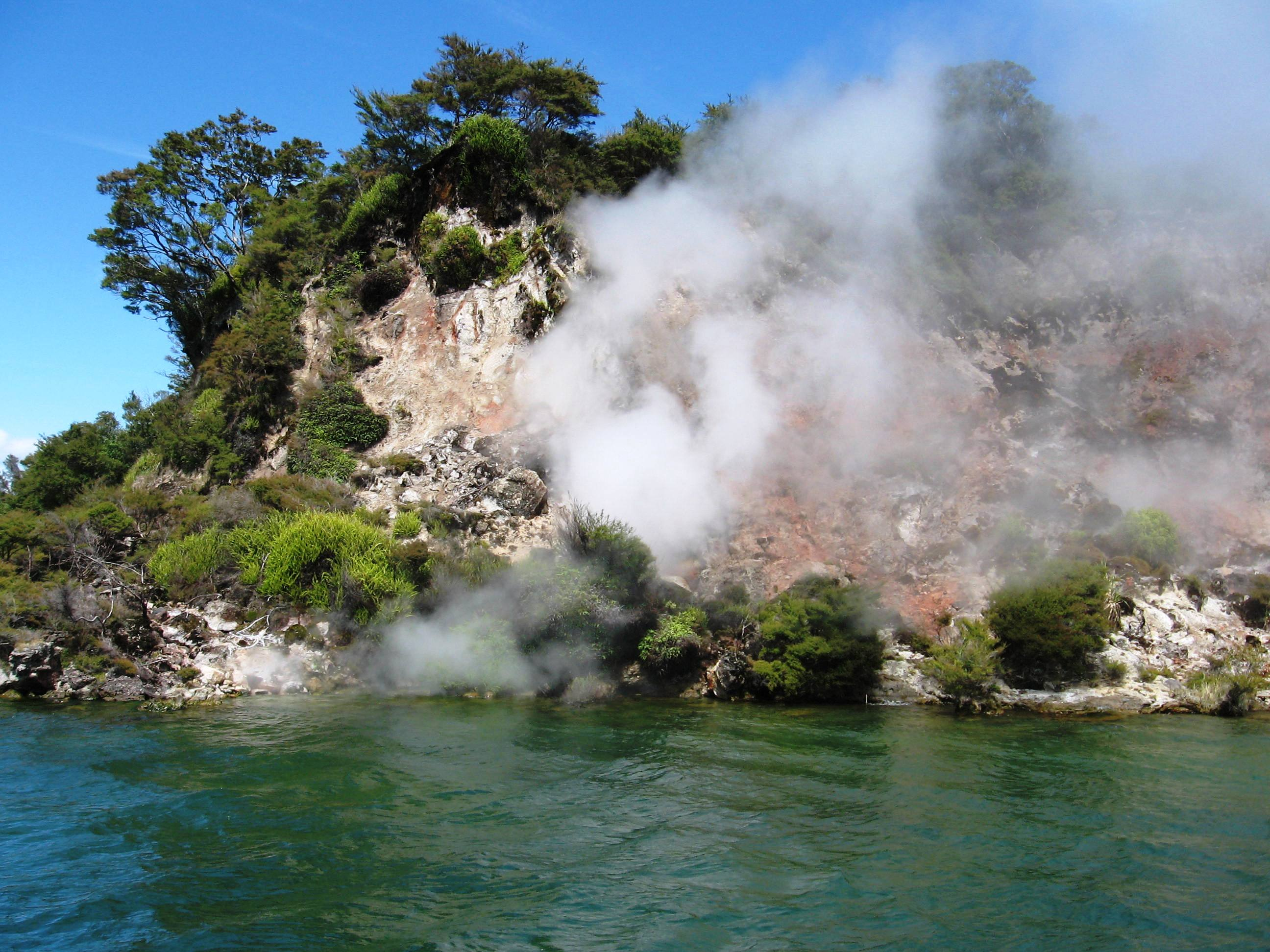
Geothermale Aktivität an den Steaming Cliffs

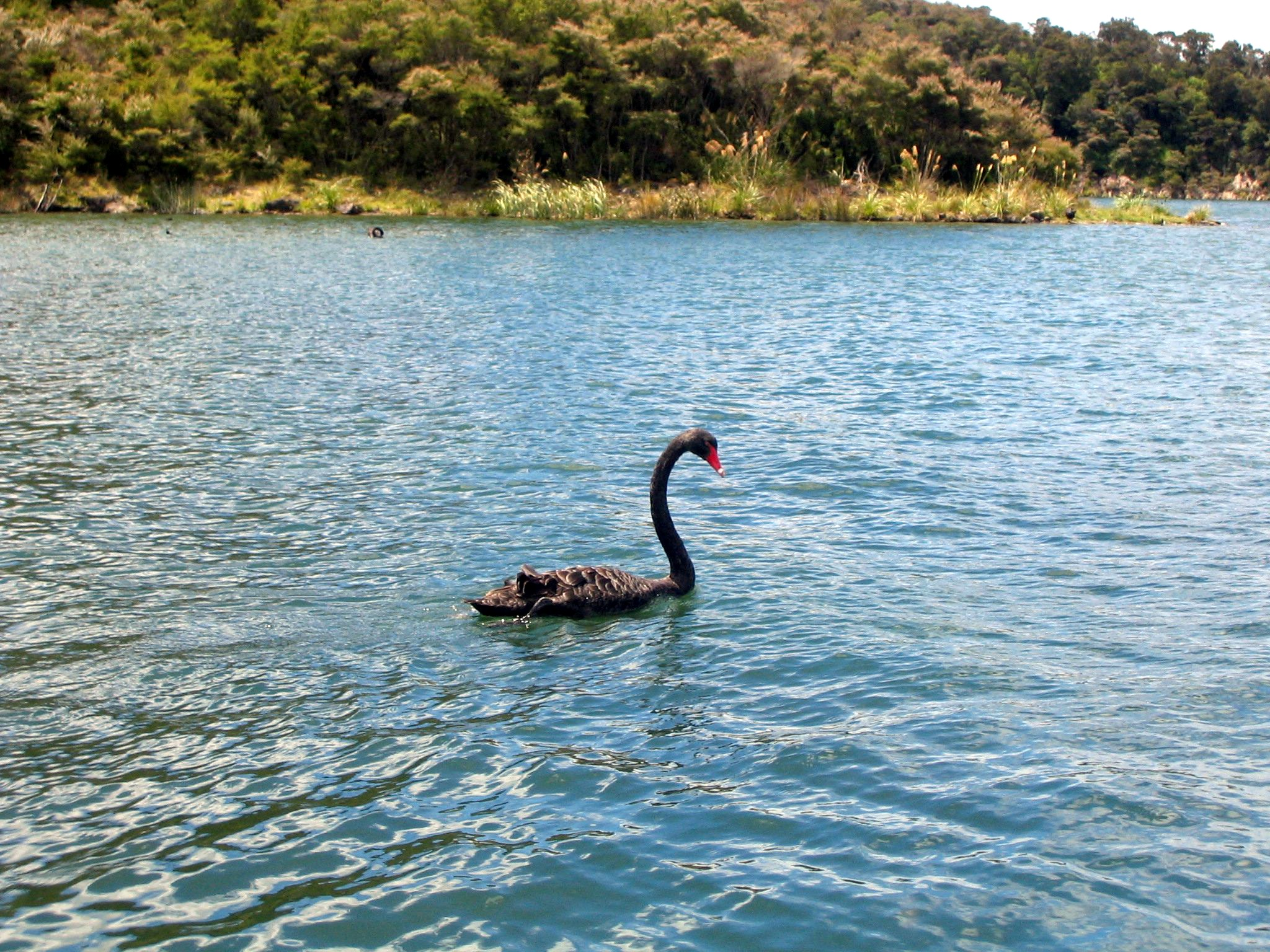
Schwarzschwan auf dem See

Der Lake Rotomahana ist ein Kratersee im Distrikt Rotorua Lakes der Region Bay of Plenty auf der Nordinsel von Neuseeland.

## Geographie
Der auf einer Höhe von 337 m liegende Lake Rotomahana, befindet sich 20 km südöstlich von Rotorua, an der Südwestseite des Vulkans Mount Tarawera. Der See zählt zu dem größeren Komplex des Ōkataina Volcanic Centre, einem Gebiet von Vulkanen, das in den letzten 10.000 Jahren sechs größere Eruptionen hatte.
Mit einer Längenausdehnung von 6,2 km und einer maximalen Breite von 2,8 km erstreckt sich der bis zu 125 m tiefe See über eine Fläche von 7,95 km2. Da der See keinen Abfluss besitzt, variiert sein Wasserstand je nach der Ergiebigkeit der Niederschläge. In dem See befindet sich zentral die Insel Patiti Island, die auch als Banded Island bekannt ist. Sie erhebt sich bis zu einer Höhe von 404 m aus dem See. Eine weitere, aber namenlose Insel befindet sich im östlichen Bereich des Sees. Sie wird je nach Wasserstand zur Insel bzw. Halbinsel.

## Geologie
An der Stelle des heutigen Sees befanden sich vor 1886 der viel kleinere Rotomahana und östlich von ihm der noch kleinere See Rotomakariri. Am 10. Juni 1886 bildete sich vom Gebiet des Mount Tarawera ausgehend ein 9 km langer und bis zu 180 m tiefer und in südwestlicher Richtung hinziehender Krater über die beiden damaligen kleinen Seen bis nach Waimangu aus. Die Eruptionen der Ausbrüche waren so massiv und von Dampfexplosionen sowie Auswurf von Felsbrocken begleitet, dass sich über eine Fläche von rund 2000 km2 eine über 5 cm dicke Schicht von feiner Vulkanasche bildete, die von allen Aktivitäten zusammengenommen stellenweise bis zu 6 m Dicke anwuchs, andere Quellen geben Aschehöhen von bis zu 14 m an.
Vor diesem Ausbruch, der 116 Todesopfer forderte, bestand das Gebiet um den Rotomahana aus einem äußerst aktiven Hydrothermalfeld mit Quellen kochend heißen Wassers und Geysiren. Silikatische Sinterterrassen, unter dem Namen Pink and White Terraces bekannt, waren seinerzeit beliebte Ausflugsziele für den damaligen Tourismus. Die Dampfexplosionen im Bereich des Rotomahana sollen Dampf- und Aschewolken bis in eine Höhe von 10–13 km getragen haben und waren letztendlich für die Bildung des Kraters verantwortlich, in dem sich nach und nach durch Niederschläge der heutige See bildete.
Im westlichen Bereich des Sees befinde sich am Fuße des 470 m hohen Uruakorako Hill die Steaming Cliffs, die noch von den hydrothermalen Aktivitäten des Gebietes zeugen.

## Pink and White Terraces wiederentdeckt
125 Jahre nachdem die Pink and White Terraces durch den Vulkanausbruch zugeschüttet wurden und im See versanken, fanden Geologen des Forschungsinstitut GNS Science Fragmente der Terrassen durch Zufall auf dem Grund des Sees wieder. Die Wissenschaftler, die den Seeboden erforschten und dabei einige Verwerfungen im Grund fanden, stießen dabei auch auf Reste der Terrassen, die sie nach Auswertungen ihrer Daten drei Jahre später weiter fotografisch erforschten. Dabei konnten sie definitiv Teile der Pink and White Terraces auf dem Seeboden nachweisen.

## Flora und Fauna
Die Ufer und die Hänge der Caldera des Sees sind von Bäumen und Buschwerk bewachsen, ebenso die Insel Patiti Island. Im See selbst leben Regenbogenforellen, die auch geangelt werden dürfen. Auch eine Population von Schwarzschwänen ist auf dem See anzutreffen.